# جیسون نوینز
جیسون نوینز (انگلیسی: Jason Nevins؛ زادهٔ ۱۵ دسامبر ۱۹۷۲) یک موسیقی‌دان اهل ایالات متحده آمریکا است.